# Кузьмин, Николай Николаевич (архитектор)
Никола́й Никола́евич Кузьми́н (также Никола́й Ку́смин, эст. Nikolai Kusmin; 3 августа 1906 года, Рига – 11 декабря 1994 года, Таллин) — эстонский и советский архитектор. Заслуженный архитектор Эстонской ССР.

## Биография
Родился в 3 августа 1906 года в Риге. По происхождению — дворянин и по линии отца, и по линии матери. Его отец Николай Николаевич Кузьмин (1875–1940) — неимущий дворянин, русский, подполковник Русской императорской армии и эстонский картограф. Мать — Екатерина Болеславовна — имела польские (Strželetska), французские (Beaudouin),  австрийские (von Seyfrid), балтийско-немецкие (von Berg) и шотландские (Barclay de Tolly) корни. Сам Кузьмин называл себя гражданином мира, который всё-таки является эстонцем и чья единственная родина — это Эстония, так как этой земле он посвятил всю свою сознательную жизнь.
В 1923 году окончил Таллинскую городскую русскую гимназию. В 1924–1930 годах учился в Таллинском техникуме. Ученик Александра Полещука и Артура Перна. Его дипломной работой стал проект гостиницы в Таллине, на бульваре Каарли (сейчас там находятся два больших жилых дома).
После окончания техникума пошёл на службу в  Вооружённые силы Эстонии, где был рядовым-музыкантом (скрипачом) в военном оркестре до осени 1931 года. Игру на скрипке он называл своей побочной специальностью или хобби. Первую постановку рук получил у многолетнего концертмейстера оперного театра «Эстония» Хуго Щютца, своими учителями называл таких мастеров-скрипачей, как Э. Гейштор (E. Geischtor), Г. Йоселевич (G. Josselevitsch) и А. Инглисман (A. Inglisman).
В 1932–1933 годах проходил обязательную двухлетнюю практику ассистентом на кафедре строительства сельскохозяйственного факультета Тартуского университета, где самой интересной работой для него стала реставрация «Ангельского моста» в Тарту.
В 1933 году в официальном издании Правительства Эстонии «Riigi Teataja» Николай Кузьмин был объявлен самостоятельным архитектором, имеющим право подписи архитектурных проектов.
В 1933–1940 годах Николай Кузьмин был свободным архитектором в Тарту.
Переехав из Тарту в Таллин, в 1940–1941 годах работал в проектном отделе Управления эстонского отделения Прибалтийской железной дороги. В 1941–1947 годах — архитектор бригады проектирования архитектурных и инженерно-технических строений Главного управления промысловой кооперации Эстонской ССР, в 1947–1948 годах — младший научный сотрудник Института строительства и архитектуры Академии наук ЭССР. В 1949–1950 годах работал в проектной группе артели Parkett, руководителем третьей мастерской треста «Эстонпроект», в Проектно-геодезическом бюро Главного архитектора города Тарту[уточнить].
В 1951–1968 годах работал архитектором в проектном институте«Эстколхозпроект»(Eesti Põllumajandusprojekt, с 1964 года — Eesti Maaehitusprojekt).
Друзья и родные дали ему прозвище «Колла» (Kolla).
В Эстонии считается истинным представителем т. н. «старой школы», джентльменом Первой Республики.
Умер 11 декабря 1994 года в Таллине. Похоронен на таллинском Лесном кладбище.

## Творчество

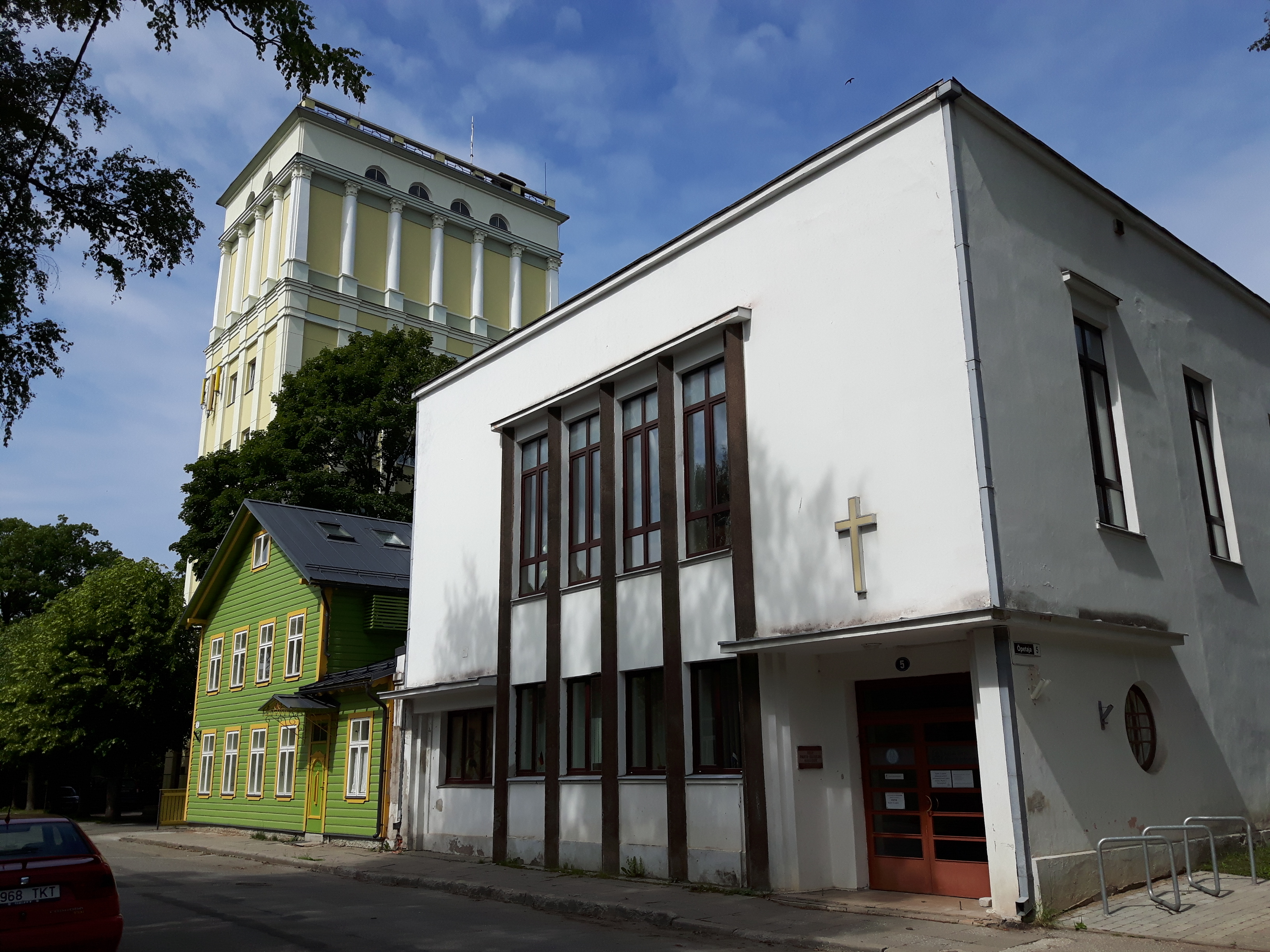
Пасторат-дом конфирмации в Тарту, ул. Ыпетая 5

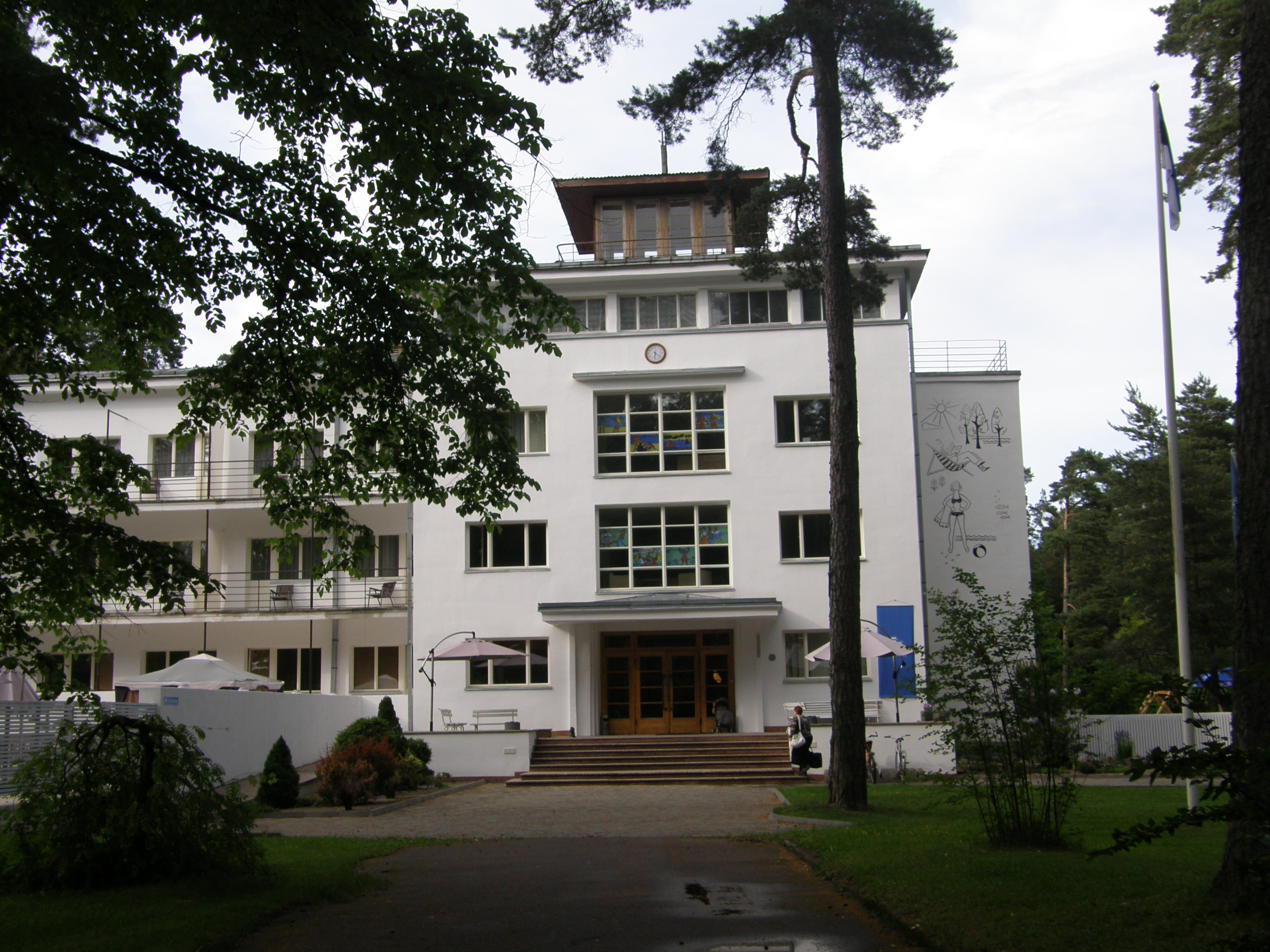
Главный корпус санатория «Нарва-Йыэсуу», памятник архитектуры

Первой большой работой Николая Кузьмина стал проект кинотеатра «Хели» (Heli) в Тарту. Здание было разрушено во время войны, так же как и спроектированные им кинотеатр «Аполло» (Apollo), кафе «Лилле» (Lille) перед театром «Ванемуйне», три бани в Тарту из четырёх и др. В довоенный период им было разработано почти 400 проектов, среди них здание Страхового общества на Ратушной площади Тарту, первый корпус лаборатории Государственного института сывороток в Тяхтвере, дом Маарьяской конфирмации в Тарту (улица Ыпетая 5), из-за войны оставшийся незаконченным предварительный проект реконструкции и пристройки здания ремесленного училища на берегу реки Эмайыги, эскизный проект частной больницы в Тарту на улице Айа, более 20 больших жилых домов в центре Тарту, в Тяхтвере и других населённых пунктах, из них самый большой — это трёхэтажный жилой дом с торговыми помещениями на улице Куперьянова в Тарту, спроектированный в 1937 году под впечатлением от поездки в Финляндию. В число спроектированных Николаем Кузьминым небольших жилых домов входит около 80 объектов, из которых первым образцом стиля конструктивизма в Тарту стал дом на улице Аардла, проект которого был разработан по просьбе школьного директора Эльмара Эйнасто. В эти же годы архитектором были разработаны проекты промышленных зданий (деревообрабатывающие мастерские, ткацкие фабрики, склады, пуговичная фабрика и др.), школьных зданий в Пухья, Мякса, Муствеэ и др., народного дома в Хаанья, волостного дома в Пуурмани и др.
Самые известные послевоенные работы Николая Кузьмина — это дом отдыха (санаторий) в Нарва-Йыэсуу, спроектированный в сотрудничестве с Манивальдом Ноором, и детская больница железной дороги ЭССР на улице Эха в Таллине.

## Участие в архитектурных конкурсах
Николай Кузьмин принял участие в 42 архитектурных конкурсах, призовые места занял на 22-х (из них в 1932–1940 годах — 7 раз и в 1945–1968 годах — 15 раз). Своим наибольшим успехом он называл проект новой Таллинской ратуши (1937), проект таллинского Дома министерств (1947), проект восстановления здания театра «Ванемуйне» (вместе с Арнольдом Матеусом, 1957, остался неосуществлённым) и проекты танцевальных павильонов (1968).

## Педагогическая работа
Педагогической работе Николай Кузьмин посвятил себя в 1950–1955 годах, будучи преподавателем архитектуры на кафедре архитектуры и строительных конструкций Таллинского политехнического института. Как лектор, Николай Кузьмин читал инженерам-строителям лекции по истории архитектуры, городскому планированию, экономике строительства, архитектуре; он был руководителем курсовых работ, руководителем и рецензентом дипломных проектов, а также преподавал в Государственном институте художеств ЭССР.

## Членство в организациях
- Студенческая организация Fraternitas Slavia
- Художественное объединение Паллас (эст. Pallas)
- Тартуский Союз строителей
- Союз архитекторов Эстонии[эст.]
- Таллинский яхт-клуб

## Премии и звания
- 1965 год — Премия Советской Эстонии (в составе авторского коллектива Таллинского Певческого поля, певческой сцены и Цветочного павильона)[1].
- 1988 год — Заслуженный архитектор Эстонской ССР[1].

## Автобиография
- N. Kusmin. Autobiograafiline visand. Tallinn, 1973.

## Памятники культуры
В Государственный регистр памятников культуры Эстонии внесены следующие строения, спроектированные Николаем Кузьминым:
- здание детской больницы железной дороги ЭССР, Таллин, улица Эха 8A. Спроектировано в 1945—1946 годах, строительство завершено в 1949 году; в настоящее время в здании располагаются Таллинское общество Эстонского Красного Креста и квартиры[5];
- главный корпус межколхозного дома отдыха в Нарва-Йыэсуу. Спроектирован в 1954—1955 годах совместно с Манивальдом Ноором, строительство завершено в 1961 году; в настоящее время используется санаторием «Нарва-Йыэсуу». Это было одно из первых зданий в стиле функционализма, характерного для 1930-х годов (период Первой Эстонской Республики), которое было возведено в то время, когда в СССР в архитектуре господствовал стиль нового классицизма[6][7];
- жилой дом в Тарту, улица Ардла 3. Спроектирован в 1935—1936 годах. Пример канонического функционализма в тартуской архитектуре 1930-х годов. Используется, состояние удовлетворительное[8].

## Программа защиты эстонской архитектуры ХХ столетия

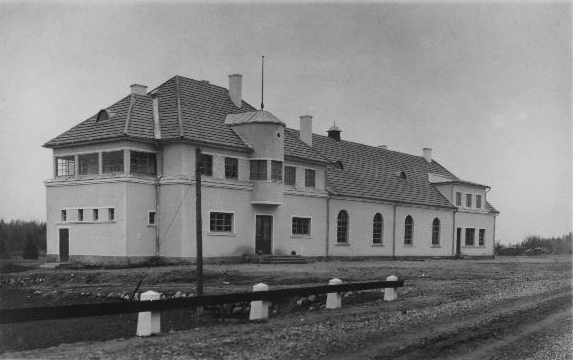
Народный дом — дом туристов в Хаанья, 1937 год

По инициативе Министерства культуры Эстонии, Департамента охраны памятников старины, Эстонской академии художеств и Музея архитектуры Эстонии в период с 2008 по 2013 год в рамках «Программы защиты эстонской архитектуры 20-го столетия» была составлена база данных самых ценных архитектурных произведений Эстонии XX века. В ней содержится информация о зданиях и сооружениях, построенных в 1870—1991 годы, которые предложено рассматривать как часть архитектурного наследия Эстонии и исходя из этого или охранять на государственном уровне, или взять на учёт. В этой базе данных есть объекты, спроектированные Николаем Кузьминым:
- гончарный завод Кюннапуу, 1934 год, город Тарту, улица Пуйэстеэ 49B, используется, состояние удовлетворительное[11];
- жилой дом, 1936 год, Тарту, улица Херманни 16, используется, состояние удовлетворительное[12];
- жилой дом, 1936 год, Тарту, бульвар Таара 6, используется, состояние хорошее[13];
- народный дом — дом туристов, 1937 год, уезд Вырумаа, деревня Хаанья, используется, состояние хорошее[14];
- , 1938 год, Тарту, улица Куперьянова 18А, используется, состояние удовлетворительное[15];
- баня, 1939 год, город Тарту, используется, состояние удовлетворительное[16];
- многоквартирный жилой дом, 1940 год, Тарту, улица Херманни 18, используется, состояние удовлетворительное[17];
- клуб Курекюлаского колхоза, 1959 год, посёлок Курекюла, не используется, состояние удовлетворительное[18];
- дом культуры Лухамаа, 1959 год, уезд Вырумаа, деревня Напи, не используется, состояние плохое[19];
- клуб Ярвселья, 1950—1960-е годы, уезд Тартумаа, деревня Ярвселья, не используется, состояние удовлетворительное[20];
- садовый домик, 1950-е годы, уезд Харьюмаа, деревня Клоогаранна, улица Калури 1, используется, состояние удовлетворительное[21].

## Фотографии
Проекты Николая Кузьмина:
- Здание Страхового общества в Тарту
- Офисное здание - жилой дом в Тарту
- Жилой дом в Тарту, ул. Таара 6
- Жилой дом в Тарту, ул. Аардла 3
- Офисное здание в Тарту
- Садовый домик в Таллине